# Tenri
Tenri (天理 市) és una ciutat del Japó situada a la Prefectura de Nara i que s'identifica com el bressol de la religió Tenrikyo.
La majoria de les activitats, llocs, recintes i edificis estan orientats a l'aprenentatge i ensenyament de la doctrina de Tenrikyo coneguda com una de les noves religions del Japó amb major nombre de creients fora del Japó.

## Ciutats agermanades
Tenri ha signat acords de germanor amb altres ciutats del món, entre les quals hi ha:
- Bauru, Brasil
- La Serena, Xile
- Seosan, Corea del Sud